# Чорешть
Чорешть (рум. Ciorești, Чорешты) — село в Ниспоренском районе Молдавии. Является административным центром коммуны Чорешть, включающей также село Вулкэнешть.

## География
Село расположено на высоте 152 метров над уровнем моря.

## Население
По данным переписи населения 2004 года, в селе Чорешть проживает 3363 человека (1702 мужчины, 1661 женщина).
Этнический состав села:
| Национальность | Число жителей | Процентный состав |
| -------------- | ------------- | ----------------- |
| молдаване      | 3303          | 98.22             |
| румыны         | 42            | 1.25              |
| русские        | 11            | 0.33              |
| украинцы       | 5             | 0.15              |
| цыгане         | 1             | 0.03              |
| болгары        | 1             | 0.03              |
| Всего          | 3363          | 100 %             |